# Королівський замок у Варшаві
Королі́вський за́мок у Варша́ві — бароково-класичний королівський замок у Варшаві, визначна пам'ятка історії та архітектури Польщі. На даний час використовується як музей (входить до Польського реєстру музеїв).

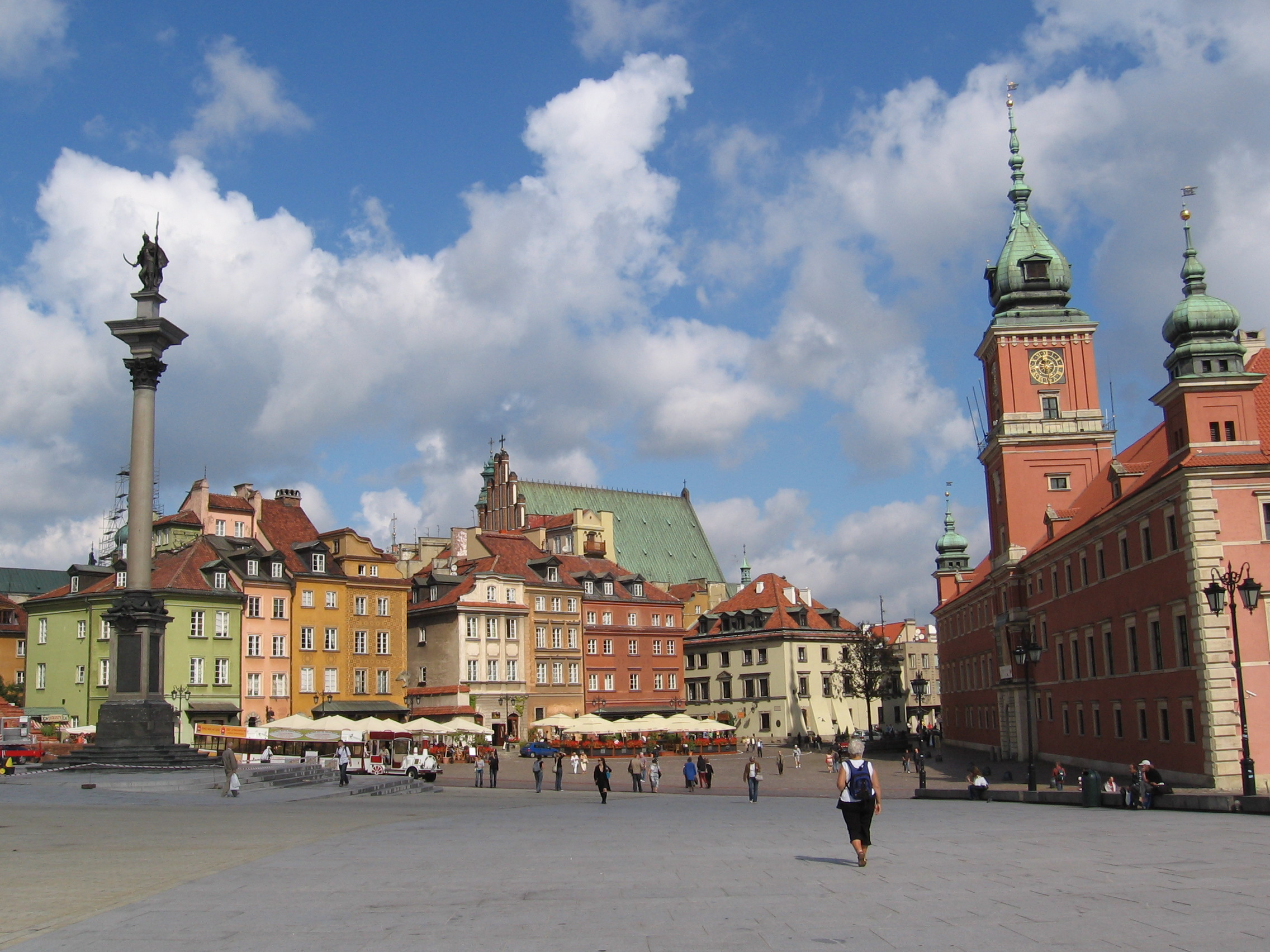
Розташування Королівського замку на замковій площі. Ліворуч — Колона короля Сигізмунда

Королівський замок розташований на Замковій площі у Варшаві. Спочатку він виконував функції резиденції династії Мазовецьких П'ястів, а від XVI століття — садиба володарів Першої Речі Посполитої: Короля і Сейму (Ізби Посольської та Сенату). У XIX столітті, після закінчення Листопадового повстання 1830—1831 років, замок був переданий на потреби російської адміністрації. Під час І Світової війни слугував резиденцією німецького генерала-губернатора. У період з 1920 по 1922 — садиба Голови держави Другої Польської Республіки. 1926–1939 — резиденція Президента Другої Польської Республіки. Замок, спалений і пограбований німцями у 1939 році, дощенту знищений у 1944. У 1971 році відбудований та реконструйований.
У 1980 році Королівський замок у Варшаві разом зі Старим містом на конференції у Парижі був внесений у список Світової спадщини ЮНЕСКО.

## Історія
Наприкінці XIII століття, під час правління мазовецького князя Болеслава II, була побудована дерев'яно-земляна фортеця з ровом.

### XIVст.
В 1349 році володарем володіння став князь Казимир I, тоді ж почалася поступова трансформація від дерев'яного селища в кам'яне місто. Князь почав будівництво перших кам'яних об'єктів на території домену в 1350 році, серед перших була Сполучникова Вежа (лат. Turris Magna) та масивна міська брама. З ініціативою його брата, князя Семовита III, слід пов'язувати будівництво в 1380-ті роки будівельного комплексу «Кам'яниця» в південній частині міста.

### XVст.
Між 1407 а 1410 роками Януш І Старший побудував двоповерховий палац у готичному стилі, так званий Великий Двір (лат. Curia Maior). Характер нової штаб-квартири і її розміри (47,5 м на 14,5 м) оголосили про зміну статусу об'єкта, який від 1414 функціонував як князівський двір. У 1426 році в замку вперше побував король Владислав Ягайло. Приблизно в 1496 році був створений коло Kanonii комплекс будівель, так званий Малий Двір (лат. Curia Minor), у якому мешкали мати, дружина та сестри князів. Ці дві будівлі з'єднувалися за допомогою тераси на кам'яних мурах. У 1475 році, було зазначено, що Сполучна Вежа була пошкоджена (turris rupte). Після 1526 року (коли померли останні князі з мазовецького роду, Станіслав і Януш III), замок став власністю короля Сигізмунда Старого, а потім його дружини Бони Сфорца.

### XVIст.
У 1526 році вперше у замку Великий Двір оселився на місяць король Сигізмунд I Старий, після його гостин замком став керувати староста варшавський. Після смерті короля замок разом з Мазовією у 1548 році було передано в спадок вдові королеві Боні Сфорца. Королева переїхала до Варшави з Кракова після конфлікту з сином на тлі його роману з Барбарою Радзивілл. Разом з нею до замку переїхали її дочки - Софі, Анна Ягеллон і Катерина Ягеллон. Замок залишався в розпорядженні Бони до часу її від'їзду в Барі у 1556.
Ще один польський монарх, Сигізмунд Август, проводив проєкт реконструкції об'єкта у 1569—1572 роках, зокрема, було прибудовано до готичного Великого Двору новий царський дім в стилі ренесанс, за проєктом Джованні Баттіста ді Quadro. На стику двох будівель збудували круглу вежу, названу пізніше Владиславською, з якої вели сходи на перший поверх, до Великого Двору. Далі хід веде праворуч до Сенаторської Палати, ліворуч же знаходились царські хороми. У роботі на початковому етапі брав участь архітектор Яків Парр (Pario) з Берега. Інтер'єри прикрашені безліччю дрібниць. Відновлено також, розташовану в цокольному поверсі готичного Великого Двору давню залу мазовецького сейму. Ця кімната трималась на шести дивовижних колонах. З північної сторони, до Сеймової Зали прилягала квадратна кімната, опора якої складалась з однієї колони. Це приміщення слугувало канцелярією. Поверхом вище знаходилась Сенаторська Зала, яка слугувала тронним залом короля.

### XVIIст.
У 1595 р. король Сигізмунд III Ваза ухвалив рішення про розширення замку, надавши йому функції вже не оборонні, а громадські. Перебудова в стилі раннього римського бароко проводилися в 1598—1619 роках. У 1601—1603 Джакомо Родондо закінчив нове північне крило. Від 1602 року будівництво продовжив Паоло дель Джильо. Пізніше, у 1614 році, коли керівництво робіт обійняв Маттео Кастеллі, побудували західне крило (з боку сьогоднішньої Замкової площі), передавши приміщення для засідань канцелярії та військового командування. З часом було завершено будівництво південної частини замку. Таким чином, виникла будівля, яка складалась з п'яти корпусів у стилі бароко, завершальні роботи виконали архітектори з роду Тесинських. У 1619 р. було завершено будівництво Нової Королівської Вежі (лат. Nova Turris Regia), так званої Зиґмунтовської Вежі, заввишки 60 метрів - вона знаходилась посеред новозбудованого західного боку замку завдовжки 90 метрів. На вершині вежі розташовуються годинник з позолоченими вказівками і мідними щитами; новий шпиль вежі був завдовжки у 13 метрів, мав позолочені деталі і мідний прапор на вершині.

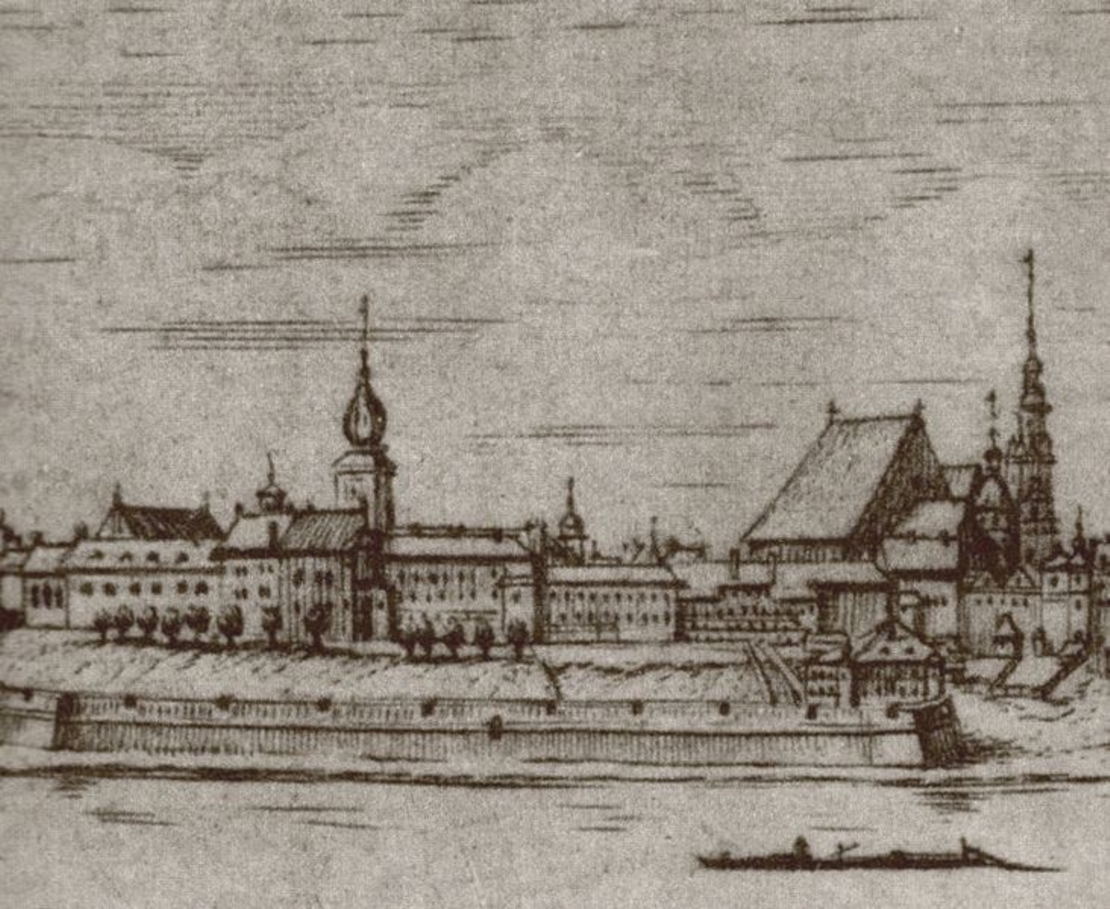
Замок у 1641 році

Після 1637 року була зведена з боку Вісли п'ятикорпусова галерея, також в той час добудували нове крило, на північному сході палацу, де розмістили нові королівські апартаменти. У 1637 році в південному крилі, на другому поверсі, була побудована за проєктом Августина Locciego нова «sala del teatro» для постановки італійських опер. Були побудовані також навпроти Зиґмунтовської Вежі Ворота Святого Іоанна і на півночі королівського комплексу особняк для королевича Карла Фердинанда Вази.
У часи шведської навали, в 1655—1656 роках, королівський замок у Варшаві був розграбований - шведи поцупили безцінні картини, меблі, гобелени, обчистили королівську бібліотеку і коронний архів, зникли також численні скульптури та атрибути королівської влади. В замку влаштували військовий лазарет і вводили коней навіть на третій поверх, що додатково сприяло руйнуванню об'єкта. Кілька місяців по тому справу знищення замку продовжило бранденбурзьке військо. Ними було вкрадено мармурову підлогу та інші цінні деталі інтер'єру. Також під час шведської облоги Варшави, у 1656-у, артилерійська куля потрапила в шпиль Зуґмунтовської Вежі, що і призвело до її серйозного пошкодження і знищення в результаті падіння на замковий двір.
Після повернення короля Яна Казимира, у вересні 1657 року почалося відновлення замку, під керівництвом запрошеного італійського архітектора Affaity. Тоді побудували перед західним фасадом замку будівлю, звану як «Боратинувка». Після відновлення в 1658 році, в замку вже міг збиратися Сейм. Через відсутність коштів, наступний польський король Михайло Корибут Вишневський так і не зважився на корінну реконструкцію об'єкта, обмежуючись лише оздобленням інтер'єрів. Перший час через поганий стан замку король навіть змінив свою резиденцію і переїхав на деякий час до Уяздового Замку (1669). У 1670 році у приміщені королівського замку відбулась шлюбна процесія царя з княжною Елеонорою, це було символом того, що руйнування, яких зазнав палац за часів шведської навали, були ліквідовані.
У часи правління короля Яна III Собеського, відновлено за проєктом Авґустина Лоцці квадратну вежу, так звану «Альтанку», доповнивши її павільйоном типу набережної. Проте найбільшою зміною було перенести Зали Сейму з готичної частини будівлі Великого Двору на перший поверх, до південно-західного крила замку, що сталося, ймовірно, у 1679—1681 роках. З того часу приміщення називають новою палатою сейму польського.